# Hudovljani
Hudovljani su naselje u Hrvatskoj u sastavu općine Sokolovca. Nalaze se u Koprivničko-križevačkoj županiji. 

## Zemljopis
Sjeverozapadno je Peščenik, jugozapadno su Rovištanci, istočno je Gornja Velika, jugoistočno je Donja Velika.

## Stanovništvo
| broj stanovnika | 202   | 230   | 249   | 224   | 236   | 262   | 233   | 272   | 253   | 251   | 248   | 220   | 197   | 171   | 150   | 135   | 114   |
|                 | 1857. | 1869. | 1880. | 1890. | 1900. | 1910. | 1921. | 1931. | 1948. | 1953. | 1961. | 1971. | 1981. | 1991. | 2001. | 2011. | 2021. |